# دیزی (فیلم ۱۹۸۸)
دیزی (به انگلیسی: Daisy) فیلمی هندی محصول سال ۱۹۸۸ و به کارگردانی پراتاپ کی. پوتان است. در این فیلم بازیگرانی همچون هاریش کومار، سونیا، لاکشمی، کمال حسن، ندومودی ونو و جاگاتی اسریکومار ایفای نقش کرده‌اند.